# Le Vaudioux
Le Vaudioux település Franciaországban, Jura megyében. Lakosainak száma 166 fő (2022. január 1.). Le Vaudioux Cize, Châtelneuf, Chaux-des-Crotenay, Pillemoine és Syam községekkel határos.

## Népesség
A település népességének változása:
| Lakosok száma | 115  | 145  | 147  | 166  | 161  | 171  | 175  | 173  | 170  | 166  |
|               | 1968 | 1982 | 1990 | 2006 | 2013 | 2015 | 2017 | 2019 | 2020 | 2022 |